# Donacaula tripunctellus
Donacaula tripunctellus là một loài bướm đêm trong họ Crambidae.